# Yoshio Furukawa
Yoshio Furukawa (Prefettura di Osaka, 5 luglio 1934) è un ex calciatore giapponese, di ruolo portiere.

## Statistiche

### Cronologia presenze e reti in Nazionale
| Cronologia completa delle presenze e delle reti in nazionale ― Giappone | Cronologia completa delle presenze e delle reti in nazionale ― Giappone | Cronologia completa delle presenze e delle reti in nazionale ― Giappone | Cronologia completa delle presenze e delle reti in nazionale ― Giappone | Cronologia completa delle presenze e delle reti in nazionale ― Giappone | Cronologia completa delle presenze e delle reti in nazionale ― Giappone | Cronologia completa delle presenze e delle reti in nazionale ― Giappone | Cronologia completa delle presenze e delle reti in nazionale ― Giappone |
| Data                                                                    | Città                                                                   | In casa                                                                 | Risultato                                                               | Ospiti                                                                  | Competizione                                                            | Reti                                                                    | Note                                                                    |
| ----------------------------------------------------------------------- | ----------------------------------------------------------------------- | ----------------------------------------------------------------------- | ----------------------------------------------------------------------- | ----------------------------------------------------------------------- | ----------------------------------------------------------------------- | ----------------------------------------------------------------------- | ----------------------------------------------------------------------- |
| 26-5-1958                                                               | Tokyo                                                                   | Giappone                                                                | 2 – 1                                                                   | Filippine                                                               | Giochi asiatici 1958                                                    | -1                                                                      |                                                                         |
| 28-5-1958                                                               | Tokyo                                                                   | Giappone                                                                | 0 – 2                                                                   | Hong Kong                                                               | Giochi asiatici 1958                                                    | -2                                                                      |                                                                         |
| 25-12-1958                                                              | Hong Kong                                                               | Hong Kong                                                               | 5 – 2                                                                   | Giappone                                                                | Amichevole                                                              | -5                                                                      |                                                                         |
| 4-1-1959                                                                | George Town                                                             | Malaysia                                                                | 3 – 1                                                                   | Giappone                                                                | Amichevole                                                              | -1                                                                      |                                                                         |
| 10-1-1959                                                               | Singapore                                                               | Singapore                                                               | 3 – 4                                                                   | Giappone                                                                | Amichevole                                                              | -3                                                                      |                                                                         |
| 11-1-1959                                                               | Singapore                                                               | Singapore                                                               | 3 – 2                                                                   | Giappone                                                                | Amichevole                                                              | -3                                                                      |                                                                         |
| 31-8-1959                                                               | Kuala Lumpur                                                            | Giappone                                                                | 1 – 1                                                                   | Hong Kong                                                               | Pestabola Merdeka 1959                                                  | -1                                                                      |                                                                         |
| 2-9-1959                                                                | Kuala Lumpur                                                            | Giappone                                                                | 2 – 4                                                                   | Hong Kong                                                               | Pestabola Merdeka 1959                                                  | -4                                                                      |                                                                         |
| 3-9-1959                                                                | Kuala Lumpur                                                            | Singapore                                                               | 1 – 4                                                                   | Giappone                                                                | Pestabola Merdeka 1959                                                  | -1                                                                      |                                                                         |
| 5-9-1959                                                                | Kuala Lumpur                                                            | Giappone                                                                | 0 – 0                                                                   | Corea del Sud                                                           | Pestabola Merdeka 1959                                                  | -                                                                       |                                                                         |
| 6-9-1959                                                                | Kuala Lumpur                                                            | Corea del Sud                                                           | 3 – 1                                                                   | Giappone                                                                | Pestabola Merdeka 1959                                                  | -                                                                       |                                                                         |
| 15-8-1961                                                               | Singapore                                                               | Indonesia                                                               | 2 – 0                                                                   | Giappone                                                                | Amichevole                                                              | -2                                                                      |                                                                         |
| 12-9-1962                                                               | Kuala Lumpur                                                            | Pakistan                                                                | 1 – 1                                                                   | Giappone                                                                | Pestabola Merdeka 1962                                                  | -1                                                                      |                                                                         |
| 21-9-1962                                                               | Singapore                                                               | Singapore                                                               | 2 – 1                                                                   | Giappone                                                                | Amichevole                                                              | -                                                                       | 59’                                                                     |
| Totale                                                                  |                                                                         | Presenze                                                                | 14                                                                      |                                                                         | Reti                                                                    | -24                                                                     |                                                                         |